# Boursinia
Boursinia is een geslacht van vlinders van de familie Uilen (Noctuidae).

## Soorten
- B. ferdovsi (Brandt, 1941)
- B. merideremica Hacker, 2004
- B. oxygramma Brandt, 1938
- B. symmicta Brandt, 1938